# Aksteinsholmen
Aksteinsholmen est une île norvégienne du comté de Hordaland appartenant administrativement à Bømlo.

## Description
Rocheuse et pratiquement désertique, à fleur d'eau, elle s'étend sur environ 180 m de longueur pour une largeur approximative de 72 m.  